# Henrique Eisi Toma
Henrique Eisi Toma (5 de fevereiro de 1949) é um químico, pesquisador e professor universitário brasileiro.
Membro titular da Academia Brasileira de Ciências e comendador e grande oficial da Ordem Nacional do Mérito Científico, é professor do Instituto de Química da Universidade de São Paulo.
Tem uma série de livros na área de nanotecnologia e ganhou o premio Jabuti de 2017 na categoria de Engenharias, Tecnologia e Informática por seu livro "Nanotecnologia Experimental." 
Formado em Química pela Universidade de São Paulo, ingressou no Programa de Colaboração do CNPq e da Academia Nacional de Ciências dos Estados Unidos na década de 1970 onde, sob a supervisão dos professores John Michael Malin e Henry Taube, concluiu o doutorado em 1974. No Instituto de Química da USP, desenvolveu projetos sobre cinética e mecanismos de reações inorgânicas.
Ainda nos anos 1970, passou a trabalhar com transferência de elétrons e de química bioinorgânica, por meio de estágios de pós-doutoramento, no Laboratório Nacional de Brookhaven em 1976, e no Instituto de Tecnologia da Califórnia, em 1979.
Nos anos 1980, as pesquisas focaram na reatividade química de metaloenzimas e compostos macrocíclicos sintéticos, seguindo a tendência mundial de direcionamento para áreas de fronteira, como a Química Bioinorgânica. No final da década, os trabalhos de incorporação de centros redox em metaloenzimas conduziram à atual linha de pesquisa, voltada para o projeto de supermoléculas e o desenvolvimento da Química Supramolecular.